# Dmitrij Bunzmann
Dmitrij Bunzmann (ur. 21 lutego 1982 w Tekely) – niemiecki szachista pochodzenia uzbeckiego, arcymistrz od 2003 roku.

## Kariera szachowa
W 1992 r. wyjechał wraz z ojcem z Uzbekistanu do Berlina. W latach 1994–2001 wielokrotnie reprezentował Niemcy na mistrzostwach świata juniorów w różnych kategoriach wiekowych, najlepszy wynik osiągając w 1996 r. w Cala Galdanie (MŚ do 16 lat, IV m. za Gabrielem Sargissjanem, Lewonem Aronjanem i Francisco Vallejo Ponsem). Znaczący rezultat osiągnął również w 2000 r. w Erywaniu, gdzie w kategorii do 20 lat zajął VII miejsce. W 1996 i 1997 r. dwukrotnie zdobył tytuł wicemistrza Niemiec juniorów do 20 lat.
W 1998 r. podzielił I m. (wspólnie z Jirim Stockiem) w turnieju First Saturday (edycja FS06 GM) w Budapeszcie, wypełniając pierwszą arcymistrzowską normę. Drugą wypełnił w Bad Wiessee (1998), a trzecią podczas drużynowych mistrzostw Niemiec w sezonie 2002/2003. Do innych jego sukcesów w turniejach międzynarodowych należą m.in.:
- I m. w Leuven (1998),
- dz. I m. w Paksie (1998, wspólnie z Adamem Horvathem),
- dz. I m. w Werther (Westf.) (1999, wspólnie z Aleksandrem Sułypą i Rüdigerem Segerem(inne języki)),
- dz. I m. w Bethune (2000, wspólnie z Manuelem Apicellą, Cyrilem Marcelinem, Andriejem Sokołowem i Jewgienijem Sołożenkinem),
- dz. I m. w Guben (2000, wspólnie z m.in. Olegiem Kalininem(inne języki) i Siergiejem Kriwoszejem),
- dz. II m. w Schwäbisch Gmünd (2001, za Baadurem Dżobawą, wspólnie z Siergiejem Kaliniczewem i Władimirem Burmakinem),
- dz. I m. w Schwäbisch Gmünd (2002, wspólnie z Witalijem Kuninem, Siergiejem Kaliniczewem, Wiktorem Kuprejczykiem i Siergiejem Kriwoszejem),
- I m. w Stuttgarcie (2002),
- dz. I m. w Leinfelden (2002, wspólnie z Rafałem Antoniewskim),
- I m. w Griesheim (2004).

Uwaga: Lista sukcesów niekompletna (do uzupełnienia od 2005 roku).
Najwyższy ranking w karierze osiągnął 1 lipca 1999 r., z wynikiem 2596 punktów dzielił wówczas 93-94. miejsce na światowej liście FIDE, jednocześnie zajmując 5. miejsce wśród niemieckich szachistów.